# Antimoniure (minéral)
Cet article concerne les minéraux. Pour les composés chimiques, voir Antimoniure.
Un antimoniure est un minéral dont l'anion principal est l'ion antimoniure Sb3−.
Les antimoniures sont regroupés avec les sulfures dans la classification des minéraux (tant celle de Dana que celle de Strunz,).

## Exemples
- Aurostibite AuSb2
- Breithauptite NiSb
- Cuprostibite Cu2(Sb,Tl)
- Dyscrasite Ag3Sb
- Stibiopalladinite Pd5Sb2